# حزام أبولو

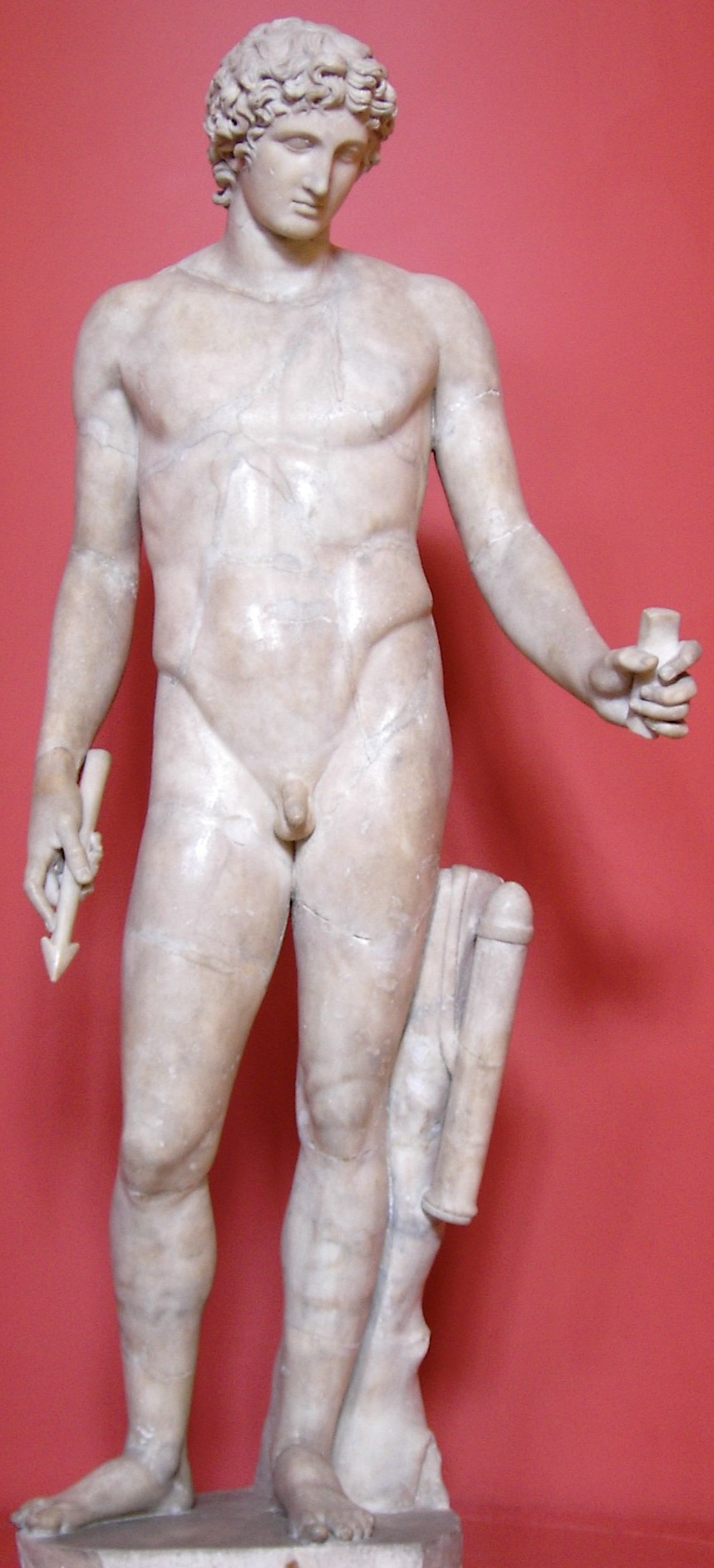
تمثالٌ للإله الإغريقي أبولو في متحف أشموليان ومنهُ جاءت تسميّةُ «حزام أبولو» وهو الحزام الذي يظهرُ بشكلٍ بارزٍ على جنبي أسفل بطنه.

يُعدُّ حزام أبولو والمعروف أيضًا باسم غمازات أبولو وحزام أدونيس جزءًا من علم التشريح البشري، ويُشير إلى اثنين من الأخاديد الضحلة للتشريح السطحي للبطن البشري بحيثُ يمتدُّ من القمة الحرقفية (عظم الورك) إلى العانة. يتكوَّنُ شكلُ الأخاديد من رباط أصل الفخذ. يعود سبب ظهور الحزام إلى انخفاض نسبة الدهون في الجسم، بدلًا من تكوين عضلات جديدة.
مصطلحُ «حزامُ أبولو» ليس رسميًا وحتى مقابلهُ ذو الأصل اللاتيني «iliac furrow» ليس كذلك فهو لا يظهرُ في أيٍّ من الملخَّصات المفهرسة بواسطةِ محرّك البحث ببمد على عكسِ المصطلح الإنجليزي «Apollo's belt»، كما أنه ليس مصطلحًا معرَّفًا في المرجع القياسي الدولي لمصطلحات علم التشريح الإنساني ترمينولوجيا أناتوميكا، على الرغم من استخدامه كمصطلح تشريحي رسمي في الماضي. وردَ هذا المصطلح اللاتيني بالأصلِ مصادفةً في أوصافِ تاريخ الفنّ الحديث.